# Frequenzzähler

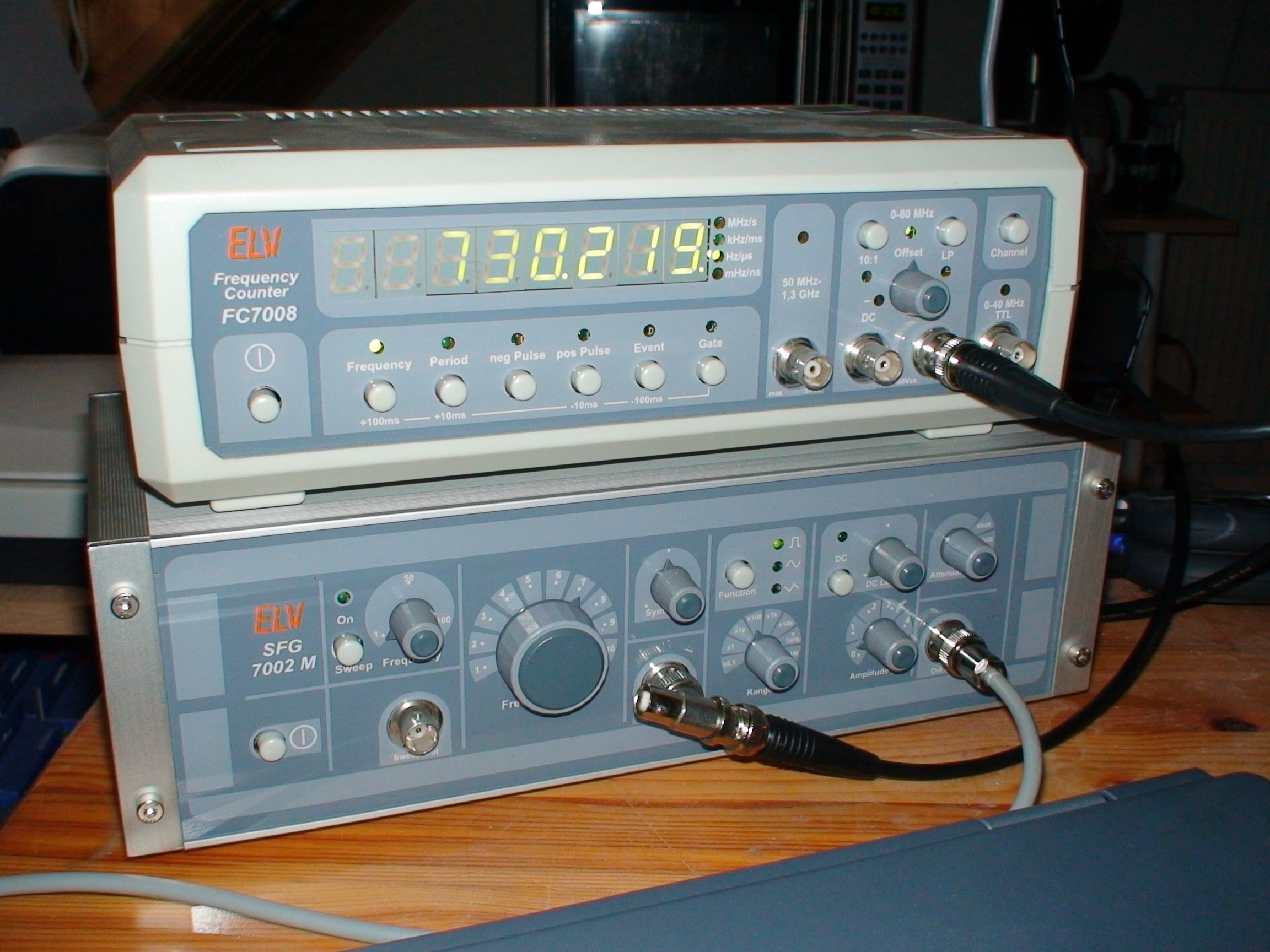
Frequenzzähler (oben) mit vorgeschaltetem Funktionsgenerator (unten)

Ein Frequenzzähler (zutreffender oft auch als Zähl-Frequenzmesser bezeichnet) ist ein elektronisches Messgerät, das die Grund-Frequenz des Wechselanteils einer elektrischen Spannung bestimmt.

## Messverfahren
Je nach Messbereich kommen in Frequenzzählern unterschiedliche Verfahren zur Anwendung.

### Direkte Frequenzmessung mit Torzeit
Eine einfache Form von Frequenzzählern misst eine Frequenz dadurch, dass die Anzahl der Schwingungsperioden bzw. Impulse während eines definierten Zeitraumes – der so genannten Torzeit – gezählt werden.
Die Torzeit wird dazu so gewählt, dass der Zählerstand unmittelbar – nur ergänzt um Kommastellung und Einheit – als Messwert angezeigt werden kann. Dieser ist stets ein arithmetischer Mittelwert über die Dauer der Torzeit; Frequenzänderungen während dieser Zeit oder das Vorliegen eines nichtperiodischen Ereignisses werden nicht erkannt.
Häufig haben diese Messgeräte zusätzliche Funktionen wie eine hoch auflösende Zeitmessung. Sie werden dann als Universalzähler bezeichnet.
Wegen des sehr großen Umfangs möglicher Messbereiche und wegen der geringen Fehlergrenzen wird die Frequenzzählung heute der analogen Frequenzmessung vorgezogen. Meistens wird das Ergebnis in der Einheit Hz (pro Sekunde) angezeigt.

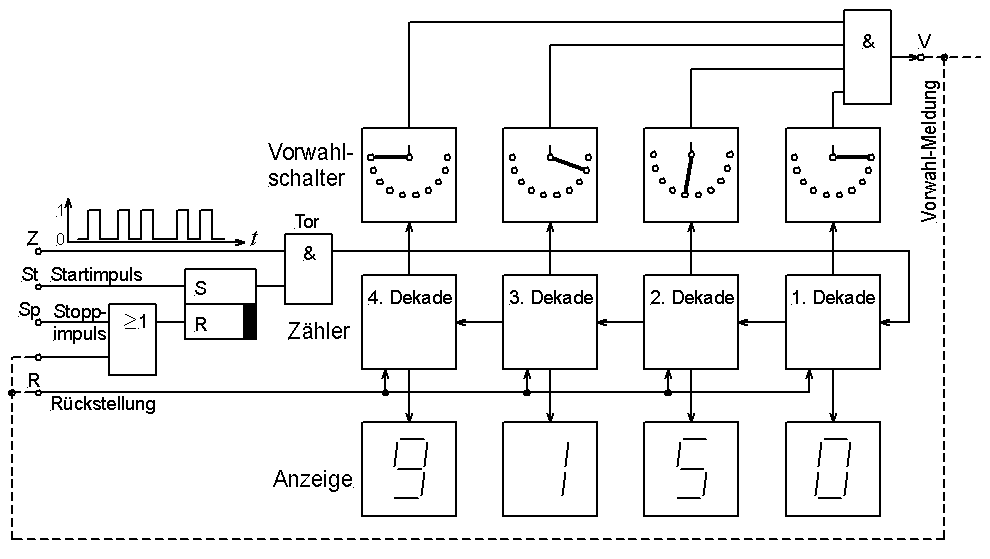
Zählschaltung mit Zusatzeinrichtungen, aber ohne Eingangsstufe und Zeitbasis

Ein konventioneller Frequenzzähler besteht aus folgenden Teilen:
- Eingangsstufe und Trigger: Das zu zählende Signal wird ggf. verstärkt und in eine Abfolge von  Rechteckimpulsen umgewandelt. Zähler für sehr hohe Frequenzen (über ca. 100 MHz) besitzen zusätzlich vorgeschaltete schnelle Frequenzteiler (Vorteiler).
- Torschaltung: Das Rechtecksignal wird in einer UND-Schaltung mit dem Torsignal verknüpft.
- Zählerkette: Ein digitaler dekadischer Ereigniszähler zählt die Anzahl der Impulse, die von der Torschaltung kommen. Je nach Anforderung an die Auflösung umfasst der Zähler meistens 4 bis 8 Dekaden.
- Anzeige (Display): Der Zählerstand wird in Ziffernform angezeigt. Meistens besitzt die Anzeige einen Speicher, so dass der vorige Zählerstand so lange angezeigt wird, bis der nächste Messwert ermittelt ist.
- Zeitbasis: Die Torzeit (umschaltbar in Schritten einer Zehnerpotenz, z. B. 0,01 s, 0,1 s, 1,0 s, 10 s) wird durch einen präzisen Quarzoszillator mit nachfolgendem, umschaltbarem Frequenzteiler erzeugt.
- Ablaufsteuerung: Durch eine Steuerelektronik werden folgende Aktionen nacheinander durchgeführt:

1. Zählerkette auf null stellen (Reset);
2. Tor für die durch die Zeitbasis bestimmte Dauer öffnen und dann wieder schließen; während dieser Zeit Impulse zählen;
3. Zählerinhalt in den Anzeigespeicher übernehmen.

Grundsätzlich weist dieses Messverfahren einen systematische Zählunsicherheit von +/- einer Schwingung auf, da das Signal der Torsteuerung nicht mit dem Eingangssignal synchronisiert ist. Je höher der Zählerstand wird, desto genauer ist die Messung, desto länger dauert sie aber auch. Die Torzeit sollte zur Erzielung einer geringen relativen Quantisierungsabweichung bzw. hohen Auflösung so gewählt werden, dass die führende Ziffer größer null wird, aber nicht überläuft.
Bei der Messung von sehr niedrigen Frequenzen, dies entspricht einen geringen Zählerstand, wird daher die direkte Frequenzmessungen durch eine Messung der Periodendauer ersetzt.

### Direkte Messung der Periodendauer mit Torzeit
Bei diesem Messverfahren wird vom Messsignal die Periodendauer ermittelt aus deren Wert sich als Kehrwert die Frequenz ermitteln lässt. Die Torzeit wird aus dem Messsignal gebildet und weist eine zeitliche Länge von Perioden der unbekannten Frequenz auf. Die Anzahl ist vorzugsweise eine glatte Zehnerpotenz: 1, 10, 100 usw. Gezählt werden die Perioden des präzisen Referenzoszillators, die in die Torzeit passen.
Beispiel: Ein Referenzoszillator, eingebaut im Messgerät, erzeugt 1 MHz. Bei einem Messsignal mit einer 50-Hz-Periode ergibt sich damit einem Zählerstand 20.000, was einer Periodendauer des Messsignals von 20 ms entspricht.
Grundsätzlich weist auch dieses Messverfahren eine systematische Zählunsicherheit von +/- einer Schwingung des Referenzoszillators auf, da der Referenzoszillator nicht mit dem Eingangssignal synchronisiert ist. Dieser Fehler wirkt sich insbesondere bei hohen Frequenzen und somit kleinen Zählerständen aus.
In einer Erweiterung dieses Prinzips wird jedes relevante Eingangsereignis mit einem relativen Zeitstempel versehen, wann das Ereignis eingetreten ist. Das Ergebnis ist ein Strom von Zeitstempeln, aus dem im Frequenzzähler weitere Messgrößen ausgerechnet werden können, neben der Periodendauer zum Beispiel Jitter oder statistische Daten. Die Zeitstempel werden von der Frequenzreferenz des Zählers abgeleitet.

### Frequenzmessung mit Mischstufe
Für die Messung von sehr hoher Frequenzen, üblicherweise im Bereich der Mikrowellen, erfolgt eine Umsetzung der zu messenden Frequenz proportional auf eine niedrigere Frequenz mittels einer breitbandigen Mischstufe in einem Zwischenfrequenzbereich und einer anschließende direkten Messung der reduzierten Frequenz. Bei der Anzeige erfolgt eine zusätzliche Umrechnung des Messwertes.

## Analoge Eingangsstufe
Die Qualität eines Frequenzzählers wird auch durch seine analoge Eingangsstufe bestimmt. Aufgabe der Eingangsstufe ist es, ein schwaches Eingangssignal zu verstärken, ein starkes Eingangssignal abzuschwächen, das Triggerniveau für Ereignisse zu bestimmen, Störungen auszufiltern und eine konstante Eingangsimpedanz für die Signalquelle darzustellen.
Einfache Zähler besitzen keine analoge Eingangsstufe, sondern erwarten ein Rechteck-Eingangssignal in einem Logikpegel.

## Genauigkeit
Die Fehlergrenze eines Frequenzzählers hängt von der Fehlergrenze der Zeitbasis, vom Fehler der Torschaltung (Schaltzeit), vom Fehler der Triggerschaltung und von der Anzahl der signifikanten Stellen ab. Typisch sind Werte von 10 bis 0,1 ppm. Zur Erhöhung der Genauigkeit kann manchmal eine externe Zeitbasis (hochgenaue Frequenz aus einem Quarzofen, DCF77 oder GPS-synchronisierten Oszillator) angeschlossen werden. Darüber hinaus sind Fehlmessungen bei der Frequenzmessung von Frequenzgemischen (nicht spektralreine Signale, Klänge usw.) möglich je nach Einstellung der Triggerschaltung.

## Anwendung
Messung der Frequenz von elektrischen Signalen (Netzfrequenz, Niederfrequenz, Hochfrequenz von Oszillatoren und Funksendern). Zusammen mit Sensoren können auch die Frequenzen von mechanischen Schwingungen, Drehzahlen, Zeitspannen oder anderen physikalischen Vorgängen gemessen werden.
Frequenzzähler lassen sich häufig auch als Impuls- bzw. Ereigniszähler betreiben. Das Zähltor ist dann ständig offen und der aktuelle Zählerstand wird angezeigt.
Eine Sonderform des Frequenzzählers ist das elektronische Stimmgerät zum Stimmen von Musikinstrumenten. Diese Geräte besitzen ein eingebautes Mikrofon und rechnen die Frequenz in Tonhöhen um (z. B. Mikrotuner).
Digitale Vielfachmessgeräte (Tisch- und Handgeräte) und digitale Oszilloskope sind häufig mit einem Zählfrequenzmesser ausgerüstet und zeigen die Frequenz einer anliegenden Wechselspannung oder periodischen Impulsfolge mit an.